# Hugo IV de Nordgau
Hugo IV, fue conde de Nordgau, Egisheim y Dagsburg; era miembro de la línea de los Eberhardiner, una rama de la familia noble de los Eticónidas.

## Biografía
Hugo IV, el segundo hijo de Hugo II raucus, sucede en 1027 a Eberhard V su hermano, en el condado de Nordgau y en todas las propiedades alodiales de la familia. Ernest II, duque de Suabia que se había revelado ese mismo año contra el emperador Conrado II, se abatió sobre el Nordgau; asoló y saqueó los castillos del conde Hugo, que tenía vínculos de sangre con el monarca y había permanecido fiel al mismo, y no dejó esta comarca sino después de haber provocado el daño más sangriento y bárbaro (Ernestus...Alsatiam provinciam vastavit et castella Hugonis comitis, qui erat consanguineus imperatoris, desolavit).
Hugo tenía su residencia ordinaria en el castillo de Egisheim, o en el de Dagsburg, que le había correspondido por su matrimonio con Heilwig, hija heredera del conde Ludwig von Dagsburg. Este castillo situado en las montañas de los Vosgos, tenía hacia el norte a Phalsburg y al oriente a Zabern. Era de difícil acceso y fue demolido en 1678, por orden de Luis XIV. Todavía existen parte de sus ruinas.
Carlos el Simple permaneció en el castillo de Dagsburg, hasta donde llegaron los canónigos de la iglesia catedral de Toul para rogarle confirme sus privilegios (quia cùm pro diversis regni nostri negotiis ad locum qui vocatur Disborch devenissemus, canonici sancti Stephani Leuchorum proprio orbati patrono, nostram expetierunt clementiam, obsecrantes ut privilegium villarum, ecclesiarum vinearum ad eorum usus pertinentium juxta piae recordationis Karoli imperatoris ordinationem et statutum nostrae auctoritatis, precepto renovando confirmaremus). Carlos les concedió su petición mediante diploma fechado 4 de marzo de 922.
El emperador Otón I, mediante diploma de 962, confirmó a la abadía de Étival, cincuenta y dos hubas o mansus de tierra, entre las cuales se contaban los diezmos del alodio de Dagsburg (allodium Dispargisingis cum decimatione, et prædium cum mancipiis). La bula de Eugenio III, de 1147, y el diploma de Federico I, de 1178, recuerdan también los diezmos de los mismos cincuenta y dos hubas dependientes del condado de Dagsburg: decimam quinquaginta duarum hobarum, quae sunt de feudo comitis Hugonis de Dasborc.
El conde Hugo y Heilwig su esposa se distinguían tanto por su talento y su piedad como por su alta estirpe. Ambos hablaban la lengua romance como así también perfectamente la lengua alemana, algo extremadamente raro en el siglo en que vivieron: Et pater ejus natione Teutonicus, imperatoris Conradi consobrinus, in patria lingua atque latina dissertissimus, mater quoque latina, æque utriusque linguæ perita. El historiador Wibert von Toul escribe que Hugo era de la Nación Alemana. La provincia de Alsacia estaba sujeta a los emperadores alemanes y este idioma era entonces el más utilizado en ese territorio. Wibert entiende por lingua latina no el latín, sino el romance, que era un latín corrompido, a partir del cual se formó a continuación la lengua francesa. Es debido a esto que añade que la condesa Heilwig era latina, es decir de un país en el que se hablaba este latín corrompido.
Hugo y Heilwig también se distinguieron por sus donaciones a los monasterios de la Alsacia y utilizaron una gran parte de su riqueza para equiparlos.
La abadía de Woffenheim situada en la diócesis de Basilea fue fundada, en 1006, por el conde Hugo y Heilwig su esposa: Anno autem Millesimo sexto, prædicti parentes Domni Brunonis Hugo et Helwidis, aliud Claustrum Sanctimonialium in Helisaci partibus nomine Wofheinheim ædificantes ex propriis prædiis, dedicari fecerunt in honore santæ Crucis. Estuvo situada en el mismo lugar donde existe la localidad de Heilig-Kreuz, en Alsacia, cerca de Colmar. El Papa Léon IX, hijo de Hugo y Heilwig, dio a este monasterio una bula el primer año de su pontificado, el 18 de noviembre de 1049; en este documento menciona a sus padres y a sus dos hermanos ya fallecidos: ecclesiam patris mei Hugonis, et matris meæ Heilwilgdis, amborumque fratrum meorum Gerardi et Hugonis videlicet jam defunctorum, ab eisdem meis parentibus fundatam, et suo studio dedicatam, etc.
La abadía de Hesse situada en la diócesis de Metz, entre Dagsburg y Saarburg, también debió su fundación al conde Hugo y a Heilwig su esposa: Beati Brunonis parentes Hessam monasterium sanctimonialium penes Sareborch edificaverunt. Los fundadores establecieron el monasterio en tierras que procedían de la sucesión de Ludwig, conde de Dagsburg, padre de Heilwig, y nombraron como primera abadesa a Serberga, su nieta. Bruno, su hijo, que se había convertido en Papa, dedicó la iglesia el 25 de noviembre de 1049. Confirmó los bienes y aumentó los privilegios por una bula otorgada hacia el año 1050. El documento va dirigido a la abadesa Serberga, su sobrina: et per eam Serbergæ abbatissæ nepti nostræ, etc. También menciona a dos parientes enterrados en esa abadía, el conde Matfrid y Gerhard, a los cuales califica de patruelles (esta palabra significa en el sentido más estricto el hijo de un hermano del padre).
Hugo murió en 1048, Heilwig su esposa le había precedido en la tumba desde 1046. Heilwig se había retirado al monasterio de Münster-Granfelden. Esta princesa era de una gordura tan enorme, que apenas podía moverse. Ella le pidió a Dios reducirla a tal estado que una mujer sola pudiera ponerla en la tumba. Finalmente su oración fue atendida, y murió tras una larga enfermedad que la consumió al punto que solo le quedó la piel pegada a los huesos.

## Su vínculo con Conrado II
Nicolas Viton de Saint-Allais y otros autores han afirmado que Hugo IV era primo-alemán del emperador Conrado el Sálico, porque Adelheid, madre de este monarca, era hermana de Hugo II raucus, su padre: Conradus imperator consobrinus erat Hugonis patris Brunonis, seu Leonis IX.
Ahora bien, Conrado II tenía un parentesco irreprochable con uno de los linajes más respetados de Alsacia, el de los condes de Egisheim. El hijo más célebre de esta familia, el obispo Bruno von Toul, llevó la tiara papal como León IX (1049-1054). Hacia el año 1060 Wibertus, biógrafo del Papa lo califica de dulcissime nepos de Conrado II, y habla inmediatamente de consanguineus invicem affectus avitae propinquitatis. Igualmente Hugo IV, el padre del Papa, es llamado por el cronista Wipo, consanguineus imperatoris, y es calificado igualmente por los escritores Wibertus, Alberich de Trois-Fontaines y Johannes de Bayon como consobrinus del emperador.
Se acuerda en general, que el parentesco de Conrado II con Hugo IV y León IX no puede explicarse a través del padre de Conrado, Heinrich von Speyer, cuyos antepasados paternos se conocen con precisión y de ninguna manera podrían entrar en consideración, sino que esa relación solo puede estar fundada por el lado de su madre Adelheid. Wipo relata en su crónica Gesta Chuonradi que Adelheid y sus hermanos los condes Gerhard y Adalbert procedían de la nobleza de Lorena: Maioris Chuononis mater Adelheida ex nobilissima gente Liutharingorum oriunda fuerat. Quae Adelheida soror erat comitum Gerhardi et Adalberti, etc.
Pero existe controversia acerca del grado de parentesco entre Hugo IV y Adelheid. Algunos han dado como respuesta que Hugo II raucus, el padre de Hugo IV, era hermano de sangre de Gerhard, Adalbert y Adelheid y que los cuatro eran hijos de Eberhard IV. El autor Schenk zu Schweinsberg (1904) ha propuesto que Adelheid y sus hermanos eran producto de un segundo matrimonio de la viuda de Eberhard IV, y por lo tanto medio hermanos de Hugo II raucus.
El historiador Emil Kimpen (1933) ha demostrado de manera convincente que Hugo II raucus no era hermano de Adelheid sino que el parentesco estaba en otro lado. La palabra consobrinus tiene por consiguiente un alcance un poco más vasto, dado que según sus conclusiones, Hugo IV y Adelheid eran primos en primer grado y contemporáneos entre sí. La única posibilidad a la explicación de su vínculo con los condes de Egisheim está dada porque la esposa de Hugo II raucus, cuyo nombre y origen se desconocen, debe haber sido una hermana del padre o de la madre de los tres hermanos loreneses.

## Descendencia
Hugo y Heilwig tuvieron una numerosa descendencia:
1. Gerhard († 1038); conde de Egisheim; murió en un combate contra Reginbold, que parece haber sido un poderoso señor del Reino de Borgoña. Reginbold se había hecho temible por los estragos que estaba haciendo en el país. El conde de Egisheim queriendo interrumpir sus incursiones, se atrevió a atacar con poca gente. Pero pereció en el combate, donde dio prueba de especial valentía; fue particularmente lamentado no solo por su hermano y su familia, sino también por el emperador.[19]∞ Kuniza (testimonio en 1038; sobrina de Rodolfo III, rey de Borgoña, Dinastía Welf)
2. Hugo († 1048); conde de Dagsburg, murió antes que su padre, León IX lo recuerda en la bula de 1050: cordis nostri, dum vixit, dulce solamen fratrem nostrum Hugonem∞ Mechtild
  1. Heinrich I († 28 de junio de 1064/1065); conde de Egisheim y Dagsburg; 1049, Vogt de la abadía de Woffenheim  ∞ NN von Moha (hija del conde Albert von Moha)
  2. Gerberga/Serberga; abadesa de Hesse
3. Bruno (* 21 de abril de 1002; † 19 de abril de 1054 en Roma); obispo de Toul (1027-1051), Papa León IX (1049-1054)
4. Adelheid;[20]∞ Adalbert I, conde de Calw, conde en Ufgau (mencionado en 1046/1049)[21]
5. Gertrud[22] († 21 de julio de 1077);[23]∞ Liudolf, margrave de Friesland († 23 de abril de 1038); Dinastía Brunonen
6. Hildegard; no está declarada expresamente en ninguna parte como hija de la pareja Hugo-Heilwig. La relación de parentesco se apoya en la donación de la posesión de Herrlisheim de comitissa Hildegardis para la salvación del alma de su hijo ya muerto Lodewicus comes a la abadía de Woffenheim, hacia el año 1090 (Herlichesheim quod comitissa Hiltegardis pro anima filii sui Lodewici comitis nobis tradidit).[24] Dado que también en Herlisheim simultáneamente el conde Gerhard von Egisheim hizo una donación a esta misma fundación familiar de Woffenheim, la pertenencia familiar de Hiltegardis comitissa apenas ha sido puesta en duda. No obstante, la determinación exacta de Hildegard como hija de Hugo y Heilwig es probable, pero no demostrable.∞ Richwin, conde de Scarpone; su hijo, Luis de Mousson-Montbéliard es el progenitor de los condes de Mousson, Bar, Montbéliard, Pfirt, Lützelburg.
7. Hija; ∞ Otto II, conde palatino de Lorena, 1045 duque de Suabia († 1047 en Tomburg); Dinastía Ezzonen
8. Gepa; abadesa de Sankt Quirin, en Neuss (hacia 1050)